# M&n Group
m&n Group株式会社（エムアンドエヌグループかぶしきがいしゃ、英: m&n Group Inc.）は、店舗運営・タレントマネジメントなどを事業内容とする日本の企業。

## 概要
2015年（平成27年）、コスプレイヤーやアイドル、声優がスタッフとして働く会員制BAR「 RELUM -リルム-」渋谷店を出店。
翌年、2016年（平成28年）4月に店舗事業を目的としたm&nGroup株式会社を「会員制BAR RELUM -リルム-」渋谷店の店長、つばきを代表取締役として設立。
当時、会員制のコンセプトカフェは無く、2019年までに5店舗を出店。同2016年にはセカンドブランド「アミューズメントバーApare-アペル-」を出店、「男装Café &BAR Salieri la Torata」、「PhotoStudio Meteor」を含め2019年までの3年間で東京・埼玉・名古屋を中心に14店舗展開した。
2019年（平成31年）代表取締役のつばきが諸般の事情により辞任、株主兼取締役の鶴岡祐将が代表取締役に就任した。
2020年（令和2年）2月に飲食事業部部長、牧野暦を主体にマネジメント事業部AxiSManagementを設立、新たにYoutuberなどのタレントマネジメント事業を開始した。

## 主要事業
店舗事業
- 「会員制BAR RELUM-リルム- 」
- 「アミューズメントバー Apare-アペル-」
- 「男装Café &BAR Salieri la Torata」
- 「酒処 和りるむ」
- 「PhotoStudio Meteor-ミーティア-」

マネジメント事業
- 「AxiSManagement」（アクシスマネジメント）の名称で、Youtuber･コスプレイヤー・アーティストを中心にマネージメントする芸能事務所を運営している。
所属タレント
  - 石川利恵（みそしる）
  - こよみ
  - 古谷静佳
  - LeChat （るしゃ）
  - 高槻かなこ[1]

その他
- 2018年3月12日に開設したメディアサイト「CosPress」を運営している。
- 料理研究家「リュウジ」プロデュースの体験型居酒屋「酒処 リュウジ」を運営している。

## 沿革
2015年
- 「会員制BAR RELUM-リルム- 渋谷店」オープン

2016年
- m&n Group株式会社設立
- 「アニソンバー Apare-アペル- 渋谷店」オープン
- 「会員制BAR RELUM-リルム- 池袋店」オープン

2017年
- 「カレーは飲み物。× Apare＆Diamaid」 コラボオムカレー提供開始
- 「アニソンバー Apare-アペル- 大宮店」オープン
- 「BAR Canaria-カナリア-新宿店」開業サポート・コンサルティング開始
- 「メイド＆キッチン Diamaid-ディアメイド-秋葉原店」リニューアルオープン
- m&n Group(株)創設1周年記念イベント「m&n FES ! - 1st Anniversary Live -」開催

2018年
- 「会員制BAR RELUM-リルム- 上野店」オープン
- 「アニソンバーApare-アペル- 池袋店」オープン
- アニメ「邪神ちゃんドロップキック」×「RELUM&Apare」コラボイベント開催決定
- 「アニソンバーApare-アペル- 新宿店」オープン
- CAMPFIRE モーコレ×RELUM新宿店 コラボイベント開催
- アニメジャパン2018 「VAPブース」コスプレイヤーキャスティング・衣装制作担当
- 「会員制BAR RELUM-リルム- 新宿店」オープン
- 「撮影スタジオ Meteor-ミーティア- 池袋店」オープン
- ニュースサイト「CosPress-コスプレス-」運用開始

2019年
- 代表取締役 つばき 辞任
- 「会員制酒処 和りるむ 渋谷店」オープン
- 「MHD(モエ・ヘネシー・ディアジオ)」×「ルウト」×「Salieri la Torata」コラボキャンペーン開始
- 男装タレント「ルウト」、「Salieri la Torata」のイメージモデル・アドバイザーに就任
- 「男装Café &BAR Salieri la Torata-サリエリ・ラ・トルタ- 池袋店」オープン
- JT(日本たばこ産業) × m&nGroup タイアップにつき全店舗分煙を開始

2020年
- Gardenig Cafe 「Mon Petit Jardin -モン・プチ・ジャルダン-」名古屋店オープン
- 酒処「リュウジ」AJINOMOTO PARK コラボレーション決定。
- 料理研究家「リュウジ」プロデュース、めし処＆酒処「リュウジ」期間限定オープン
- マネジメント事業部「AxiSManagement」設立

## 事業所
- 本社：東京都目黒区大橋2-6-12 佐藤フラッツ001
  - AxiSManagement 所在